# 养成工
养成工是20世纪20至30年代盛行于上海纺织系统女工的一种兼有训练含义的雇佣制度。这源于在沪日商纺织厂。“养成”，系日语培养、造就之意。
养成工年龄多在14—18岁，进厂时由法定代理人与厂方订立契约（称志愿书），须保人（多为工头）担保。养成期一般3年，以最初的3—6个月为训练期，接受厂方的严格训练。有些契约规定细致，如养成工定养成期3年、训练期3月，以第一周为试用期。试用期内如厂方认为不合格者，得随时解除契约。一般订有契约的养成工，在养成期严禁与外界接触，甚至不得同老工人交往。不得离厂（否则追回食宿费，没收保证金）。一些日商纱厂将养成工集中在一个车间，由日籍女工头管理，放工后集中住进厂内的养成工工房（有围墙的宿舍），大门紧锁，有专人看守，禁止养成工外出，家人不得随便探望。住在厂外工房的养成工，上下班由工头或包工头带管。
另有一种不订立契约的，其期限不定，无工资，食宿自理，进厂时须交原料损失费1-2元。如自行退出，原料损失费概不发还。厂方每1—2个月派工头考试一次，及格者升为工人。养成工的劳动时间与正式工人相同，工头对养成工的监管更为肆意苛刻。